# Хенефос
Хенефос (норв. Hønefoss) је град у Норвешкој. Град је у оквиру покрајине Источне Норвешке и трећи је по величини и значају град округа Бускеруд. Град се седиште општине Рингерике.

## Географија
Град Хенефос се налази у југоисточном делу Норвешке. Од главног града Осла град је удаљен 60 km северозападно од града.
Хенефос се налази у југозападном делу Скандинавског полуострва. Област око града је позната као Рингерике и веома је сликовита. Град се развио у долини реке Берне, која на месту града прави водопаде Хенефосен. Јужно од града пружа се језеро Тирифјорден. Источно и западно о д града се издижу се брда и планине. Сходно томе, надморска висина града иде од 70 до 150 м надморске висине.

## Историја
Први трагови насељавања на месту данашњег Хенефоса јављају се у доба праисторије. Данашње насеље основано је у средњем веку, али вековима није имало већег значаја. Хенефос је 1852. годне добио градска права. Нагли развој града започет је у другој половини 19. века, са развојем производње папира.
Током петогодишње окупације Норвешке (1940—45) од стране Трећег рајха Хенефос и његово становништво нису значајније страдали.

## Становништво
Данас Хенефос са предграђима има око 15 хиљада у градским границама и око 28 хиљда у оквиру општине. Последњих година број становника у граду се повећава по годишњој стопи од 0,2%.

## Привреда
Привреда Хенефоса се традиционално заснива на индустрији папира. Последњих година значај трговине, пословања и услуга је све већи.

## Збирка слика
- Средишњи трг Хенефоса
- Главна градска црква
- Стабелс, Пешачка улица у граду
- Тржни центар у Хенефосу